# يوسف سيف
يوسف سيف (1953 -) هو معلق رياضي قطري.

## حياته ونشأته
وُلد عام 1953، بدأ التعليق الرياضي مُنذ عام 1975 إلى 2023 وبدأ مسيرته في إذاعة قطر، قبل أن ينضم للتلفزيون القطري عام 1981 واستمر معه طيلة أربعة عشر عامًا، ترأس القسم الرياضي في تلفزيون قطر بين عامي 1989 و1994. انضم لقناة أوربت منذ انطلاقتها عام 1994، واستمر معها طيلة عشر سنوات بصحبة زملاء العمر له مثل المعلق الكويتي الكبير خالد الحربان والمعلق السعودي ناصر الاحمد وغيرهم الكثير من المميزين في التحليل أمثال العملاق التونسي عبد المجيد الشتالي.

## مسيرته
قام بالتعليق على العديد من الأحداث الهامة، مثل كأس العالم للشباب والناشئين ونهائيات المونديال في العديد من البطولات، وكذلك كأس أمم آسيا وأفريقيا وأوروبا، وكأس الخليج على مدى اثنتي عشرة بطولة، والكثير من مباريات التصفيات والنهائيات المختلفة عربياً وقارياً ودولياً والكثير الكثير من المباريات المحلية بالبطولات السعودية. اختير في أكثر من استفتاء كأفضل معلق خليجي وعربي.
أنتقل لقناة الجزيرة الرياضية منذ إنشائها للعمل كمعلق رياضي إضافة لعمله بالجانب الإداري بالقناة وقد علق على الكثير من مباريات المسابقات القطرية المحلية إضافة لمباريات الدوري الأسباني والإيطالي والكثير الكثير من المباريات سواء التي كانت على مستوى الاندية أو حتى المنتخبات يعمل الآن في قناة بي إن سبورتس كمُدير عام للبرامج ومعلق في نفس الوقت.
وقد شارك بالقناة في وقت سابق ببرنامج خاص باكتشاف مواهب جديدة في التعليق الرياضي.